# Blackburn (Schiff, 1944)
HMS Blackburn war das Typschiff einer im Zweiten Weltkrieg gebauten Klasse von kleinen Flugzeugtransportern der britischen Royal Navy. Nach Kriegsende diente es zunächst als Schulschiff und zuletzt mit dem Namen Gardline Locater als Forschungsschiff und Versorger für die Erdöl- und Erdgas-Industrie in der Nordsee.

## Geschichte
Das Schiff lief am 25. März 1944 bei der Blyth Dry Docks & Shipbuilding Company in Blyth (Northumberland) mit der Baunummer 311 vom Stapel. Es war 52,43 m lang und 9,14 m breit und verdrängte 990 t. Die Antriebsanlage bestand aus zwei 8-Zylinder-Schiffsdieselmotoren. Zweck des Schiffs war der Transport von Flugzeugen und Ersatzteilen entlang der britischen Küste.
1950 wurde die Blackburn zu einem Schulschiff der Royal Navy Freiwilligen Reserve (Royal Naval Volunteer Reserve, RNVR) umfunktioniert.
Sie wurde 1970 an die Abwrackwerft „Harry Pounds Scrapyard“ in Portsmouth verkauft, die das Schiff in Harpounds (IMO-Nummer 7048063) umbenannte und als Schlepper nutzte. Es wurde 1974 an die Reederei Gardline Shipping in Great Yarmouth weiterverkauft, die 1969 als Offshore-Dienstleister für die Erdöl- und Erdgas-Industrie in der Nordsee gegründet worden war. Die Reederei ließ das Schiff zum Forschungsschiff (747 BRT) umbauen und benannte es zunächst in Isis Locater und 1975 in Gardline Locater um. Der Heimathafen war Lowestoft.
Im Juli 1985 spielte das Schiff eine entscheidende Rolle beim Auffinden des Stimmenrekorders (Cockpit Voice Recorder, CVR) und des Flugdatenschreibers (FDR) der am 23. Juni 1985 mit 329 Personen an Bord infolge einer Bombenexplosion vor der Küste Irlands in den Atlantik gestürzten Boeing 747 des Air-India-Flugs 182. Es war das Sonar der Gardline Locater, das am 9. Juli 1985 die Signale des CVR und des FDR erfasste. Die beiden Geräte wurden dann am 9. und 10. Juli durch den von dem französischen Kabelschiff Léon Thévenin ausgesetzten und gesteuerten Tauchroboter Scarab 1 aus 2040 Meter Wassertiefe gehoben und zwei Tage später zur Auswertung nach Indien gesandt.
Die Gardline Locater wurde im August 1997 in Singapur abgewrackt.